# چشمه شیر
چشمه شیر یک منطقهٔ مسکونی در افغانستان است که در ولایت بغلان واقع شده‌است.